# Володимирська вулиця (Житомир)
Вулиця Володимирська  — вулиця в Богунському районі міста Житомир.
Названа на честь Великого князя київського Володимира Святославича.

## Розташування
Розташована у стародавній частині міста, на Охрімовій Горі.

## Історія
Одна з найдавніших вулиць Житомира. Сформувалася до кінця XVIII ст. на Охрімовій Горі (Кокрин), що являла собою північно-західне передмістя. Станом на 1781 рік відома як Руська вулиця.
Протягом ХІХ ст. — перших десятиліть ХХ ст. вулиця мала назву Володимирська. У 1930-х роках перейменована на честь письменника Маяковського.
До 2016 року носила назву «вулиця Маяковського». Відповідно до розпорядження голови Житомирської ОДА від 20 травня 2016 року, була перейменована на вулицю Володимирську.
Згідно з мапою початку ХІХ ст., на вулиці поставала хаотична садибна забудова. Вулиця мала дещо відмінну конфігурацію — була викривленою. На розі з нинішньою вулицею Ольжича розташовувалося стародавнє єврейське кладовище. Вулиця була довшою та виходила до безіменного майдану, на якому тоді розташовувалася міська межа, що нині має назву майдан Короленка.
З другої половини ХІХ ст. ділянка вулиці між нинішніми вулицями Троянівською та Ольжича була випрямлена, почала формуватися малоповерхова житлова забудова, що частково збереглася дотепер.
У 1930-х роках на західній стороні вулиці, на перехресті з вулицею Ольжича, на рештках старовинного єврейського кладовища побудовано дво- триповерхові багатоквартирні житлові будинки.